# Kommounarka
« Kommounarka » (en russe : Расстрельный полигон «Коммунарка») est un site d'exécutions de masse du NKVD de 1937 à 1941 situé dans le district administratif de Novomoskovski au sud-ouest du centre de Moscou. C'est désormais un cimetière orthodoxe[réf. souhaitée].

## Victimes et sépultures
Selon le Service fédéral de sécurité de la fédération de Russie, environ 10 000 personnes y ont été tuées et enterrées comme Mykhaïlo Bondarenko, qui fut chef du gouvernement ukrainien[réf. nécessaire]. 
Si les différentes sources donnent entre 10 et 14 000 victimes, seuls 6 000 sont identifiées.